# Шестернин, Борис Ильич
Борис Ильич Шестернин (13 августа 1919 — 14 декабря 2011) — штурман звена 20-го гвардейского авиационного полка дальнего действия 3-й гвардейской авиационной дивизии дальнего действия 3-го гвардейского авиационного корпуса дальнего действия, гвардии старший лейтенант. Герой Советского Союза.

## Биография
Родился 13 августа 1919 года в селе Путилово ныне Кировского района Ленинградской области в семье служащего. Член ВКП(б)/КПСС с 1944 года. В 1937 году окончил десять классов Путиловской средней школы, в 1939 году — два курса Ленинградского судостроительного техникума.
В 1939 году призван в ряды Красной Армии. В 1940 году окончил Чкаловское военное авиационное училище, в 1942 году — Рязанскую военную авиационную офицерскую школу. В боях Великой Отечественной войны с ноября 1942 года.
На боевом счету Б. И. Шестернина — аэродромы, мосты, вражеские эшелоны, железнодорожные станции. Он участвовал в одном из первых массированных налётов на Берлин, бомбил аэродромы, вражеские эшелоны, железнодорожные станции, мосты, военные заводы, укрепрайоны, занимался воздушной разведкой.
К сентябрю 1944 года штурман звена 20-го гвардейского авиационного полка 3-й гвардейской авиационной дивизии 3-го гвардейского авиационного корпуса авиации дальнего действия гвардии старший лейтенант Б. И. Шестернин совершил 176 боевых вылетов ночью на бомбардировку военных объектов в глубоком и ближнем тылу врага, скоплений его войск.
Указом Президиума Верховного Совета СССР от 5 ноября 1944 года за образцовое выполнение боевых заданий командования по уничтожению живой силы и техники противника и проявленные при этом мужество и героизм гвардии старшему лейтенанту Шестернину Борису Ильичу присвоено звание Героя Советского Союза с вручением ордена Ленина и медали «Золотая Звезда».
За всю войну Б. И. Шестернин совершил 283 боевых вылета, участвовал в обороне Москвы, штурме Кённисберга, Будапешта, Праги, Берлина, участвовал в операции по освобождению города Харькова.
После войны продолжал службу в армии. В 1952 году окончил высшую офицерскую лётно-тактическую школу командиров частей дальней авиации.
С 1960 года полковник Б. И. Шестернин — в запасе. Жил в Харькове. С 1960 по 1962 год работал начальником штаба гражданской обороны Харьковского трамвайно-троллейбусного управления, с 1962 по 1969 год — начальником штаба Харьковского городского коммунального хозяйства, с 1969 по 1974 год — заместителем начальника службы управления коммунального обслуживания Харьковского горисполкома, с 1974 по 1981 год — начальником отдела кадров харьковского метрополитена.
С 1981 года — на пенсии. Скончался 14 декабря 2011 года. Похоронен на в городе Харьков на кладбище № 2.
Награждён орденами Ленина, Красного Знамени, двумя орденами Отечественной войны 1-й степени, двумя орденами Красной Звезды, медалями.
В городе Харьков на доме, в котором жил Герой, установлена мемориальная доска.